# Delitto tentato
Il delitto tentato, contrapposto al delitto consumato, indica in diritto penale un delitto che non è giunto alla sua consumazione perché non si è verificato l'evento voluto dal reo o perché, per ragioni indipendenti dalla sua volontà, l'azione non è comunque giunta a compimento.

## In Italia
Il codice penale italiano disciplina il tentativo all'art. 56, rubricandolo come delitto tentato: 
Il colpevole di delitto tentato è punito: [con la reclusione da ventiquattro a trenta anni, se dalla legge è stabilita per il delitto la pena di morte; con la reclusione non inferiore a dodici anni, se la pena stabilita è l'ergastolo; e, negli altri casi con la pena stabilita per il delitto, diminuita da un terzo a due terzi.

Se il colpevole volontariamente desiste dall'azione, soggiace soltanto alla pena per gli atti compiuti, qualora questi costituiscano per sé un reato diverso.

Se volontariamente impedisce l'evento, soggiace alla pena stabilita per il delitto tentato, diminuita da un terzo alla metà.»
(articolo 56 codice penale)
È opportuno precisare che il reato nella forma tentata costituisce titolo autonomo di reato rispetto al reato compiuto: la sua configurabilità si fonda sulla combinazione tra la fattispecie di reato-base ed il disposto dell'art. 56 c.p.

### Criteri di configurabilità
Sono due i criteri di configurabilità del tentativo previsti dal nostro codice penale:
- l'idoneità degli atti a commettere un delitto;
- l'univocità degli atti diretti a commettere un delitto.

L'idoneità va valutata dal giudice con il criterio della "prognosi postuma", ovvero in concreto ed ex ante. L'espressione "in concreto" indica che non si deve considerare solo l'astratta adeguatezza dei mezzi preposti al compimento del delitto, bensì è necessario valutarli nella reale e concreta situazione in cui si inseriscono, perché un atto può essere astrattamente idoneo a commettere il delitto, ma può non esserlo nella situazione concreta, e viceversa: per esempio sparare ad una persona è atto astrattamente idoneo a cagionare la morte, ma non così se la vittima è posta ad una distanza notevolmente superiore alla gittata dell'arma utilizzata. Oppure, ancora, somministrare un comune medicinale non è atto astrattamente idoneo a provocare la morte, ma può esserlo se il paziente in questione è fortemente allergico ad esso. L'espressione "ex ante" indica che il giudizio va ricondotto al momento della commissione dell'ultimo atto che ha caratterizzato la sua condotta: infatti, giudicando "ex post", a fatto compiuto cioè, qualsiasi tentativo risulterebbe inidoneo, poiché il reato non è stato realizzato.
Per quanto concerne l'univocità, invece, si deve avere riguardo per l'intenzione del soggetto sotto il profilo dell'oggettività: non è ad esempio atto diretto in maniera univoca a commettere un omicidio l'acquisto di una pistola da parte di un individuo, il quale potrebbe ben usare l'arma al poligono di tiro. Il concetto di univocità è strettamente legato a quello di dolo, infatti sarebbe un controsenso logico parlare di un delitto tentato non doloso, in quanto il tentativo presuppone necessariamente la volontà di consumare il reato nella sua dimensione oggettiva.
Il giudice, infatti, nel giudicare i casi concreti, dovrà interpretare le fattispecie normative adeguandosi alle disposizioni della Costituzione, in particolare al principio di offensivita' e al principio di colpevolezza di cui rispettivamente agli artt. 25 e 27 Cost.

### Desistenza volontaria e recesso volontario
Per quanto concerne il terzo comma dell'art. 56 c.p., esso configura due distinte ipotesi.
La desistenza volontaria si ha quando l'agente interrompe l'azione o l'omissione (tenendo in quest'ultimo caso la condotta doverosa) prima che il processo causale sia iniziato, mentre il recesso volontario presuppone che il processo causale sia iniziato, per cui presuppone una vera e propria "controcondotta".
Si comprende pertanto il diverso trattamento sanzionatorio, atteso che la desistenza non comporta l'applicazione della pena prevista per il delitto tentato (l'agente sarà punibile solo se gli atti che ha già compiuto configurano di per sé un reato), mentre il recesso è una circostanza attenuante del delitto tentato.
Per quanto concerne il requisito della "volontarietà", si registrano in dottrina diverse opzioni interpretative:
a) la più rigorosa la interpreta come "spontaneità", escludendo la volontarietà quindi in quei casi in cui la desistenza o il recesso siano frutto di calcolo utilitaristico o di semplice paura;
b) un orientamento più favorevole al reo ritiene esclusa la volontarietà nel momento in cui la prosecuzione della condotta sia impossibile materialmente;
c) un orientamento intermedio interpreta la volontarietà come "possibilità di scelta ragionevole" e la ritiene esclusa non soltanto nel caso in cui la prosecuzione della condotta sia materialmente impossibile, ma anche quando, pur essendo materialmente possibile, è sconsigliata da circostanze che inducano una persona ragionevole a desistere.